# 旧赫沃罗斯坦农村居民点
旧赫沃罗斯坦农村居民点（俄语：Старохворостанское сельское поселение）是俄罗斯联邦沃罗涅日州利斯基区所属的一个农村居民点。其下辖有8个居民点，行政中心为旧赫沃罗斯坦。据2016年统计，该农村居民点的人口为2103人。